# Михаил Чайковски
Вижте пояснителната страница за други личности с името Чайковски.
Михаил (Мѝхал) Чайко̀вски (на полски: Michał Czajkowski; на руски: Михаил Станиславович Чайковский, известен още като Садък Паша и Чайка Чайковски) е полски писател, въстаник и офицер, османски паша.

## Биография
Роден е на 29 септември 1804 г. в Холчинец, Киевска губерния, Украйна, в шляхтишкото семейството на Петронеля (с моминско име Глембоцка) и Станислав Чайковски. По баща е поляк, но сам той винаги с гордост е твърдял, че по майка е потомък на прочутия казашки атаман Григорий Бжуховецки.
Неговият идеал е освобождение на Полша от Руско владичество и създаване на Полско-украинска казашка република. Участва в полското въстание за национално освобождение от 1830 – 31 г., като проявява забележителна смелост и храброст. Получава чин обер-лейтенант и е награден със Златен кръст за храброст. След потушаването на въстанието емигрирал с целия си полк и се поставил под заповедите на княз Адам Йежи Чарториски, водач на полското антируско революционно движение, действащ от хотел „Ламберт“ в Париж.
През 1841 г. Чайковски е изпратен от Чарториски като агент в Истанбул, за да създаде постоянна представителна агенция на „Хотел Ламберт", която да се превърне център и организатор на противоруската пропаганда и дейност на Балканите, Украйна и Кавказ.
Когато в края на 1850 г. под натиска на Петербург е предстояло екстрадирането му от Турция, Чайковски преминава на турска служба, приема исляма и променя името си на Мехмед Садък паша (разговорно познат повече като Садък паша или Садък паша-Чайковски).
В навечерието на Кримската война (1853 – 56 г.) под негово внушение бил сформиран Казак-алай (Казашки полк в състава на турската армия), целта на който била да обедини казаците-разколници, заселени по онова време в Добруджа, с представителите на християнските народности (главно българите) от полуострова, за участие във войната срещу Русия с оглед освобождението на Полша. Казак-алаят бил сформиран в Одрин от българи и поляци, които дали клетва за вярност на султана. Българите малко се интересували от деликатните цели на полка, към който се числели. За тях е било важно, че ще носят оръжие и униформа, ще яздят коне и въртят дълги саби – нещо, което дотогава за простата рая е било абсолютно забранено. Полкът се е нарекъл Казашки по името на казаците, които до окончателното им присъединяване в Южна Русия към русите, са служили като съюзници на турците заедно с кримските татари. Френският император Наполеон III, тогава турски съюзник, по молба на Чайковски пратил оръжие и дрехи за 1000 души от тия своего рода казаци. Под заповедите на Садък паша, въоръжени с модерно френско оръжие, Казак-алаят участвал успешно в първата част на войната – от Лудогорието през Букурещ до р. Прут, след което по искане на Австрия бил изтеглен на турска територия.
Със своя полк Садък паша-Чайковски бил на служба още десетина години на различни места в Турската империя – главно в Сливен, като през цялото време запазил християнския характер на Казак-алая, та не е чудно, че много от българите, служили и получили военни знания в него, се включили по-късно в четническите и революционни бунтове, както и в Руско-турската освободителна война.
Казак-алаят на Садък паша Чайковски е изиграл положителна роля в нашето Възраждане – с покровителството си над църквата и населението, с военното обучение на български младежи, с европеизирането на хората и нравите, с поощрението на културния живот, а по отношение на хайдути и четници алаят най-често е проявявал пасивност, резервираност и нежелание да ги преследва по понятни причини.
През 1870 г. се прави опит за потурчване на славянските дружини в Казак-алая като предложили на Садък паша – Чайковски да въведе в полка си турския език и команда. В знак на несъгласие той подава оставка. Казашкия полк се разформирова след като от него избягали, напуснали и подали оставки много от офицерите и нисшите чинове.
През 1872 г. Михал Чайковски е амнистиран от руския цар и се завръща в Украйна. Възвръща християнското си вероизповедание през 1873 г.
Самоубива се на 4 януари 1886 г. в Борки, Черниговски район, Украйна.

## Литературна дейност
Литературното творчество на Михал Чайка-Чайковски има принос в опознаване състоянието на духа, икономиката и нравите по българските земи от онази епоха. Той написва книгите „Кърджали“ (1839 г.) и „България“ (1871 г.).
Михал Чайковски взема дейно участие в културния живот на страната. Запознат добре с проблемите на българската възраждаща се нация участва в акциите по черковния въпрос (черковно-националната борба), но насочва българите към католицизма. Подпомага откриването на български училища. Поддържа връзки с Александър Екзарх, Георги С. Раковски, Иларион Макариополски, Неофит Бозвели, Георги Миркович и др.
В същото време обаче като последовател и мисионер на Адам Чарторийски се стреми да ограничи руското влияние на Балканите и е за укрепване целостта на Османската империя. Развива проект за турско-славянска войска с оглед бъдеща война срещу Русия, както и идея за турско-български дуализъм. Дейността му е насочена определено срещу руската имперска политика, в интерес на полската националноосвободителна кауза.

### Творчество
- Powieści kozackie. Wyd. A. Jelowickiego i spólki (1837)[2]
- Stefan Czarniecki. Powieść historyczna (1861)
- Kirdżali; powieść naddunajska (1875)